# Palazzo delle Debite

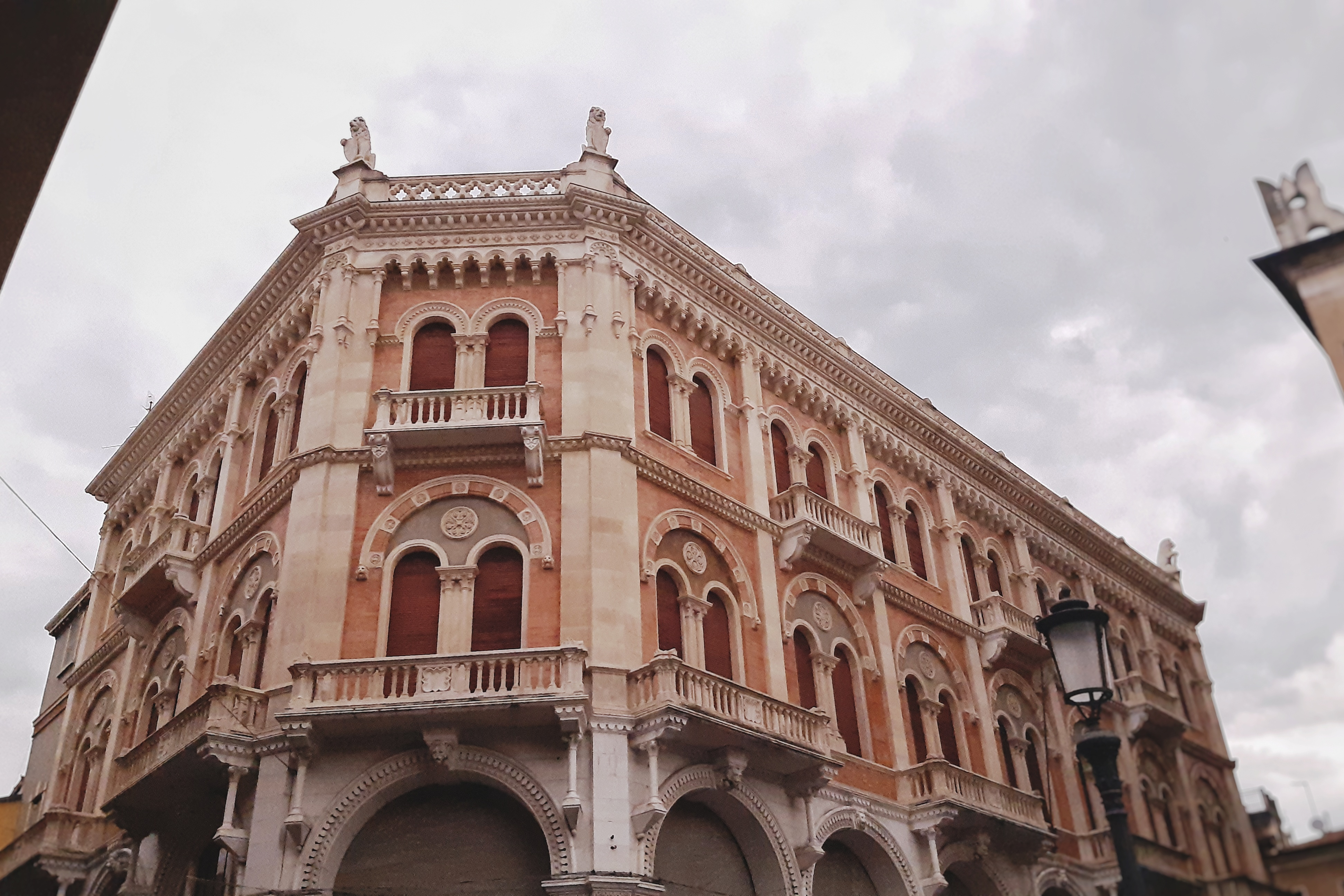
Palazzo delle Debite in het centrum van Padua

Het Palazzo delle Debite is een building in Padua, een stad in de Noord-Italiaanse regio Veneto. Het 19e-eeuws gebouw is gelegen aan het Piazza delle Erbe. De stijl is neoromaans.

## Naam
De naam verwijst naar de gevangenis die tevoren op deze plek stond en die heette Prigione delle Debite. In de gevangenis zaten mensen die veroordeeld waren omdat ze hun schulden niet konden afbetalen.

## Historiek
Op deze plek stond van oudsher een gevangenis. In 1538 werd een nieuwe gevangenis opgericht, nadat de vorige was afgebrand. De naam was dan ook Carcer Novus of Nieuwe Gevangenis, later Prigione delle Debite genoemd. Het ging om een eenvoudig gebouw met op de gelijkvloerse verdieping winkels en op de eerste verdieping zeven cellen. Hier zaten gevangenen opgesloten die niet konden terugbetalen aan hun schuldeisers.
In de loop van de 19e eeuw geraakte de gevangenis in verval. Architect Camillo Boito werd belast met het ontwerpen van een gebouw dat op het gelijkvloers (opnieuw) winkels telde en erboven woonsten. De inspiratie kwam uit Parijs waar zogenaamde Maisons de Commerce stonden. Camillo Boito paste zijn plannen later aan: zo ging het aantal verdiepingen van vijf naar twee om gelijkvormig te zijn met het Palazzo della Ragione aan het plein. Het Palazzo delle Debite mocht immers niet uit de band springen.
Het gebouw is driehoekig met een zuidkant en een noordkant en tussenin een korte oostkant die op de hoek van het plein staat. Bovenop de oostzijde staan twee standbeelden van een leeuw.
Het gebouw kende meerdere periodes van leegstand. De laatste restauratie dateert van de jaren 2009-2014.